# Diocèse de Cadix et Ceuta
Le diocèse de Cadix et Ceuta (en latin : Dioecesis Gadicensis o Gaditanus et Septensis ; en espagnol : diócesis de Cádiz y Ceuta) est une Église particulière de l'Église catholique en Espagne.

## Territoire
Le diocèse de Cadix et Ceuta confine, au nord, avec celui de Jerez de la Frontera et celui de Malaga.
Au 1er juin 2013, il comprend dix-neuf communes. Dix-huit sont situées dans la province civile de Cadix, à savoir : Alcalá de los Gazules, Algésiras (Algeciras), Barbate, Los Barrios, Benalup-Casas Viejas, Cadix (Cádiz), Castellar de la Frontera, Chiclana de la Frontera, Conil de la Frontera, Jimena de la Frontera, La Línea de la Concepción, Medina-Sidonia, Paterna de Rivera, Puerto Real, San Fernando, San Roque, Tarifa et Vejer de la Frontera. La dix-neuvième commune est Ceuta.

## Subdivisions
Au 1er juin 2013, le diocèse de Cadix et Ceuta était divisé en cent dix-neuf paroisses réparties entre les archiprêtrés d'Algésiras centre-nord (Algeciras Centro Norte), Algésiras-Sud (Algeciras Sur), Cadix intra-muros (Cádiz Intramuros), Cadix Puerta Tierra Est (Cádiz Este), Cadix Puerta Tierra Ouest (Cádiz Puerta Tierra Oeste), Ceuta, Chiclana de la Frontera, La Línea de la Concepción, Medina-Sidonia, Puerto Real, San Fernando, San Roque-Los Barrios et Vejer-Tarifa.

## Histoire
Le diocèse de Cadix est érigé en 1263 par la bulle Excelsis du pape Urbain IV, par translation à Cadix du siège épiscopal d'Asidinia (l'actuelle Medina-Sidonia), érigé au VIIe siècle.
À la suite de la conquête d'Algésiras par Alphonse XI en 1344, un diocèse d'Algésiras est érigé et uni in persona episcopi à celui de Cadix. La mosquée d'Algésiras est transformée en cathédrale dédiée à sainte Marie de la Palme. L'évêque de Cadix porte le titre d'Algésiras jusqu'en 1851.
Le diocèse de Ceuta est érigé le 4 avril 1417 par la bulle Romanus Pontifex du pape Martin V. Il est alors suffragant de l'archidiocèse de Lisbonne. En 1570, il est uni au diocèse de Tanger. Le 16 décembre 1675, le diocèse de Ceuta est rétabli. Il est alors suffragant de l'archidiocèse de Séville.
À la suite du concordat de 1851, le 5 septembre 1851, le diocèse de Ceuta est uni in persona episcopi à celui de Cadix. Le 14 avril 1908, la préfecture apostolique du Maroc, érigée en 1630, est élevée au rang de vicariat apostolique et cesse de relever de la juridiction de l'évêque de Ceuta.

## Cathédrales
La cathédrale Sainte-Croix-sur-les-Eaux de Cadix, dédiée à la Sainte Croix, est la cathédrale du diocèse.
L'ancienne cathédrale Sainte-Croix de Cadix a été déclassée en église paroissiale en 1838.
La cathédrale de l'Assomption de Ceuta, dédiée à l'Assomption de Marie, est la co-cathédrale du diocèse.

### Articles liés
- Liste des évêques de Cadix
- Diocèses et archidiocèses d'Espagne
- Église catholique en Espagne